# 夏理德
夏理德，CMG，CBE（英語：Edwin Richard Hallifax，1874年2月17日—1950年5月4日），英國殖民地官員，1913年至1933年期間擔任華民政務司一職。
夏理德於1897年加入香港政府，歷任新界巡理府、秦皇島移民委員、北約理民官、首席巡理府、助理警察隊長等職務。
華民政務司任內，夏理德著手處理蓄婢問題，他拉攏反對蓄婢和保護妹仔協會共同磋商，又為此撰寫一份關於香港妹仔狀況的研究報告，之後更發佈《禁婢示》，鼓勵欲離開主人或已成年的「妹仔」向華民政務司署登記。此外，夏理德曾與華人領袖商討大英帝國展覽會事宜，並提出對於展區政府主導的營運模式，之後更被港督司徒拔任命為香港展覽專員，負責籌劃香港展區。
夏理德任內亦見證華人教育和醫療的發展，包括協助華人籌辦香港仔兒童工藝院、見證贊育醫院、保良局、東華醫院等機構落成或擴展。為應對中國不穩定的局勢為香港所帶來的影響，夏理德奉總督之命發佈告示，禁止本地華人慶祝廣州軍政府的成立，以及任何為軍政府籌款的活動。除此之外，為應對接踵而來的罷工浪潮，尤其是海員大罷工和省港大罷工，他多次與勞資雙方甚至是廣州國民政府斡旋。

## 早年生涯
夏理德於1874年2月17日出生於英屬印度大吉嶺，是茶園園主班哲文‧衛信‧夏理德（Benjamin Wilson Hallifax）和瑪莉‧安娜‧覺士（Mary Anne Cox）的兒子，兩人於1860年在加爾各答成婚。夏理德於家中排名第7，其中一位兄長弗雷德里克·詹姆斯·夏理德（Frederick James Hallifax）曾於海峽殖民地供職。雖然夏理德出生於印度，但自幼便被送回英國接受教育。他早年就學於布倫德爾書院，後來憑獎學金入讀牛津大学巴利奧爾學院，修讀人文學科和古典學。在學期間，他曾是學院的橄欖球代表，1894年成為橄欖球隊隊長。1896年他以人文學科三級榮譽畢業，同時取得文學士資格。

## 殖民地生涯
大學畢業後，夏理德於1897年被香港政府聘為官學生（政務主任前身）。接受官學生培訓期間，他曾跟粵劇名伶薛覺先的父親、秀才薛恩甫學習中文。1899年，夏理德獲委任為新界巡理府，至同年年底兼任新界助理警司。在新界任職期間，由於人手短缺，他常常要兼顧新界警政、財政、司法等事務。1905年，他被外調至秦皇島，擔任當地移民委員；兩年後他被調回香港，出任北約理民官。1910年，他署任首席巡理府，更於翌年署任助理警察隊長。署任首席巡理府任內，夏理德曾經處理數宗海盜案、塌樓案和遣返案。此外，他曾經對允許女性從事法律工作表示同意。

### 華民政務司

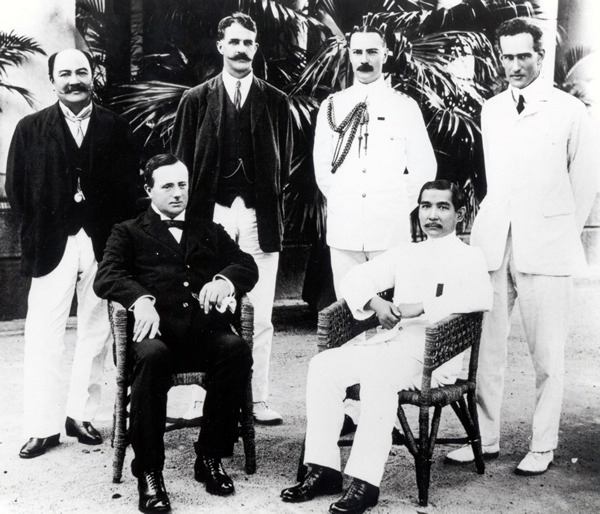
1912年，夏理德（左二）與其他香港殖民地官員陪同輔政司施勳會見時任民國大總統孫中山。

1913年，夏理德接任退休的蒲魯賢，擔任華民政務司。任內，他一度兼任港督私人秘書，此外他亦於1926年和1932年間多次署任輔政司一職。

#### 妹仔問題
1920年代，英國逐漸開始廣泛討論香港的蓄婢問題，社會上亦有妹仔制度去留的討論。1921年，鄉紳商人更於太平戲院主持大會研究婢女問題。1922年，殖民地部開始向香港發出草擬廢除蓄婢制度的指示。夏理德於是拉攏反對蓄婢和保護妹仔協會共同磋商。香港政府不欲過份參與廢除蓄婢制，以提供方案去解決問題。
夏理德遂著手研究蓄婢問題，他為此撰寫一份關於香港妹仔狀況的研究報告。他於報告中指出，妹仔的出現源於華人重男輕女的思想、貧窮和社會對家庭傭工的需求殷切，又認為妹仔問題與中國其實十分普遍。他又表示蓄婢本身並不構成不道德，但他承認虐待妹仔問題引起了社會不滿。此外他認為香港人口流動過於急速，香港政府無法監察所有妹仔的出入，但港府會和華人領袖合作解決虐待妹仔問題。
夏理德遂發佈《禁婢示》，指英國不允許奴隸制存在，「妹仔」並非主人的財產，鼓勵欲離開主人或已成年的「妹仔」向華民政務司署登記。1923年，港府始通過《家庭女役條例》，規定不得僱用或轉賣婢女，惟定例局議員表示激烈反對，法例有關登記的條款因而被暫緩執行。1929年，立法局通過《女性家居服務（修訂）條例》，勒令所有妹仔必須在1930年5月31日前接受登記，並且規定嚴禁再販賣妹仔。

#### 大英帝國展覽會

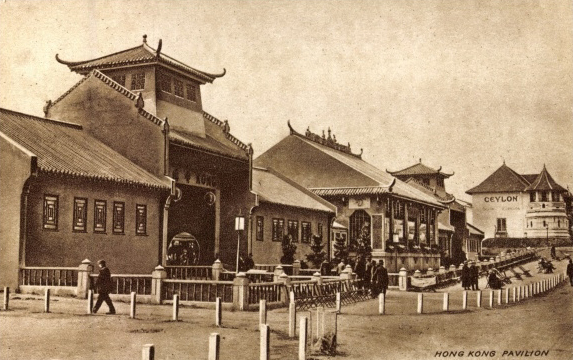
大英帝國展覽會香港展區

1924年至1925年間，英國政府於溫布利公園舉辦大英帝國展覽會，旨在加強英國和其殖民地的聯繫、刺激貿易和向國民和全世界展示英國的國力。夏理德早於1923年便曾與華人領袖商討揀選參展商品、財務預算等事宜。對於展區的營運，夏理德則認為香港政府應作出主導，另容許商人以個人名義展出商品。但是，港督司徒拔於開展三個月前才任命夏理德為香港展覽專員，負責籌劃香港展區。
香港展區的最終設計定案包含一條有中國特色的街道，內有玩具、象牙雕刻品等商品，當中更有東英學圃技工製作的絲製紡織品。展區亦有一間中式餐廳，夏理德亦曾在餐廳招待香港社會賢達。展覽會完結後，夏理德返回香港，表示香港展區是其中一個最受矚目的展區，商店和餐廳均客似雲來，但是香港時時受中國局勢影響，故此無法從展覽會獲得很大的好處。

#### 興辦教育

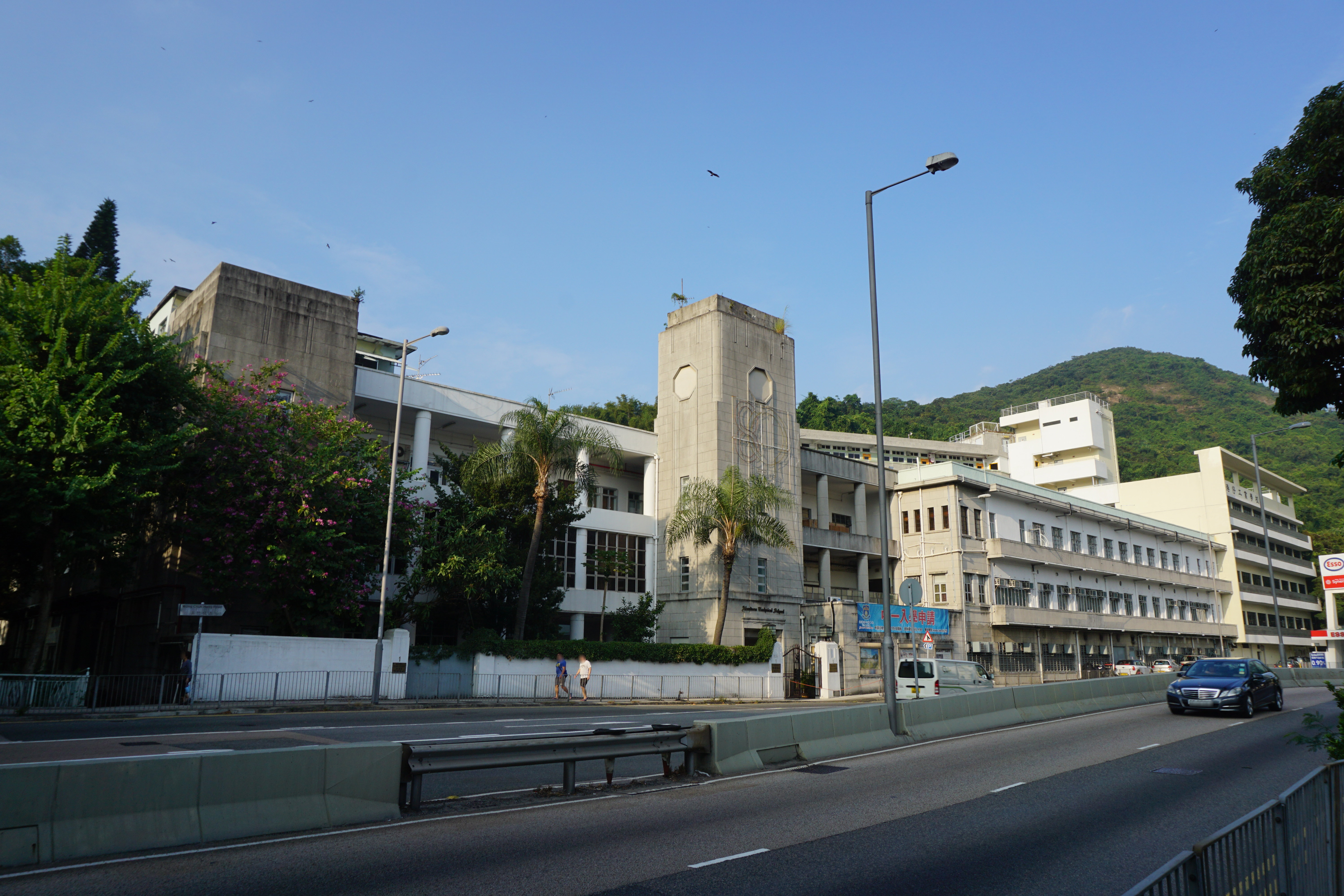
香港仔工業學校全貌

1921年，周壽臣和馮平山等華人紳商提議為貧困兒童設立一所技術學校，並向夏理德反映意見，並請求他向政府提出批地請求。夏理德擔心這會吸引來自中國大陸的兒童湧來香港，因而拒絕此建議。1922年8月，華人紳商修訂其提案並設立項目綱領，表示技術學校僅開放予本地居民，夏理德同意此建議。後來興建兒童工藝院之計劃因一連串的罷工而被擱置。至1929年，羅旭龢重新提出此想法，獲得一眾華商踴躍捐款。1933年，夏理德免地價批出佔地六萬平方呎香港仔原造紙廠的地皮予李右泉等華商以作興建兒童工藝院之用。工藝院於1935年由香港總督貝璐爵士開幕，是為香港仔兒童工藝院。

#### 醫療事務
華人領袖曹善允博士與來自倫敦傳道會的產科醫生歐海倫（Dr. Alice D. Hickling）於1920年代倡議設立一所獨立的產科醫院。1922年，贊育醫院落成啟用，提供產科服務及培育華人助產士。醫院建成後由華人公共診所委員會管理，獲曹善允以及本地紳商和西營盤街坊會等捐款支持營運。兼任華人公立醫局委員會當然主席的夏理德被邀請在1922年10月17日舉行的贊育醫院開幕禮上致辭並擔任禮儀嘉賓，他在演辭中對華人於醫療上的貢獻表示肯定。夏理德任內見證了華人團體的進一步發展。1931年，保良局進行擴建工程，夏理德陪同港督貝璐出席奠基典禮。翌年，位於銅鑼灣禮頓道的新大樓啟用，夏理德亦有出席開幕典禮。同年，他亦出席東華醫院重建工程奠基典禮。他在致辭時表示東華醫院和保良局雖然定位不同，但兩者皆為社會作出重大貢獻。

#### 粵港關係
1921年7月，孫中山獲推舉為廣州軍政府非常大總統。 時任總督司徒拔因孫中山和蘇聯政府的緊密合作而對廣東軍政府有所懷疑，因此對軍政府採取強硬的立場。1921年4月，夏理德奉總督之命發佈告示，禁止本地華人慶祝廣州軍政府的成立，並表示港府將慶祝活動定性為誤導公眾、擾亂和平的行為。1921年5月6日，夏理德再發出告示，表示政府不允許任何為廣州軍政府籌款的活動，又謂所募的款項並非公債，將來或會作廢，而廣州軍政府短期內亦有破產之虞，勸告市民不要參與募捐行動。廣東軍政府、英國駐廣州總領事與本地英文報章均對此表示不滿，香港政府最終作出讓步。
夏理德與廣東當局亦有頻繁的接觸，但他亦曾經受到生命威脅。1927年3月，總督金文泰向倫敦匯報指來自廣州的槍手被指派來港暗殺他、夏理德、周壽臣和其他親英華人，但最終無疾而終:103。此外他於翌年陪同金文泰到廣州會見時任廣東省政府主席李濟深。

#### 應對工潮

##### 海員大罷工
1922年1月，香港海員工會發動海員大罷工，要求外資船務公司增加華籍海員薪酬，令華籍海員與的待遇與外籍海員看齊。夏理德得悉海員工會的決定後，立即召集勞資雙方舉行會議，海員工會因此暫緩最後通牒。 1月12日下午，部分外國遠洋輪船上的華籍海員相繼離船罷工。另外，所有從香港開往廣州、江門、梧州等地的內河輪船海員亦陸續罷工。夏理德得悉後便到海員工會向罷工海員表示罷工不可解決問題，又表示船公司規模大小不一，不可能立刻滿足海員加薪的訴求。但他遭到蘇兆征當面反駁，最後勸說無效。港府之後支持外資船公司先復工後談判的方案，希望以此緩和罷工。海員工會卻反建議，要求在資方簽字答復加薪後始行複工。夏理德於是與劉鑄伯、周壽臣再到海員工會調解罷工，海員工會派林偉民等人到華民政務署與船公司談判，船公司強調先復工後談判，但遭海員工會代表反對，談判再次失敗。

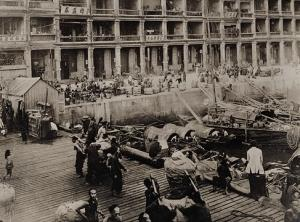
夏理德在海員大罷工中多次與勞資雙方斡旋。

同年2月，夏理德召集陸理貨、同德、集賢等15間運輸工會負責人到華民政務司署，責問他們是否罷工，工會否認參與罷工。夏理德遂警告運輸工會若有煽動或威迫他人罷工行為將被遞解出境，又下令海陸理貨、同德、集賢工會召回工會會員向他報到，但不成功。夏理德於是將3間工會負責人帶往中區警署關押，並封閉工會。2月3日，夏理德張貼告示，指出有部分工人並非自願罷工，只是怯於被其他工人排擠而失去工作，因而參與罷工。他呼籲被要脅罷工的工人可以尋求政府保護。之後，海員工會部分成員會見夏理德，要求他不再將海員工會列為非法團體，但遭到夏理德拒絕。2月14日，工運領袖蘇兆徵聯同東華總理會見夏理德。會上，夏理德拒絕了蘇兆徵先恢復工會後復工的要求，認為工會應該另改會名，或者另外組織一個新的工會，政府方會答應訴求。最後雙方無法達成共識。故此，夏理德與香港總商會以及工運領袖繼續談判。2月17日，之後海員工會再次派代表與東華總理和夏理德進行談判，會議中夏理德堅持海員工會必須更名，但不為海員工會派代表接受，談判再次以失敗告終。2月21日，海員工會要求政府指派仲裁人裁定加薪幅度，又表示政府若重開海員工會，工人將會復工。夏理德回應海員工會時表示船公司已同意工人訴求，並正在考慮加薪幅度；但政府仍然表示海員工會必須更名。
大罷工之下，運輸業停擺，貨品無法運送，商人蒙受極大的損失。華商代表會見夏理德以尋求協助，以便他們與罷工工人斡旋。夏理德表示若工人復工，政府將會解除對工會的封鎖。另外，為了有效應對罷工，港府於2月28日通過《緊急情況規例條例》，賦予港督會同行政局權力就制定緊急規例。
3月3日清晨，數千名罷工海員步行至廣州，當隊伍抵達沙田的時候，副警司經亨利下令軍警開槍射殺海員，釀成「沙田慘案」。沙田慘案引起社會憤怒，有工會聯署限令港府48小時內解決罷工，否則將罷工升級。面對群情洶湧，港府及資方決定讓步。夏理德向資方施壓，資方提高工人薪金百分之32.5%；同時港府解封中華海員工業聯合總會，釋放被捕罷工工人，並發放撫恤金給沙田慘案受害者，罷工方告平息:97。

##### 省港大罷工
1925年5月30日，一批上海學生在公共租界遊行示威，抗議日本棉紗廠非法開除及毆打工人，惟遊行期間有英籍巡捕開鎗射殺學生，釀成「五卅慘案」。同年6月19日，在中華全國總工會帶動下，香港出現大規模罷工，後來罷工範圍進一步擴大至沙面英租界，史稱「省港大罷工」。夏理德受港督金文泰委託，與華人西醫杜應坤、律政司金培源等人前往廣州商討如何解決僵局。1925年12月20日，夏理德與金培源、助理輔政司符烈槎和潔淨局總監卓文陪同金文泰會見廣州國民政府財政部長宋子文，商討復工和工人賠償事宜:70-73。
翌年2月，金文泰與夏理德、金培源以及卓文商討，各人一致認為國民政府與北洋政府對立，又透過觀察中港邊界的武裝衝突和對香港的貿易封鎖而得出國民政府開始排斥香港政府的結論。4月，夏理德與國民政府外交部長林子峯進行非正式談判，與林子峯的所有聯絡亦由他負責。但是，此次會談並沒有對解決罷工有任何作用:450-453。6月，因應國民政府主動提出談判，金文泰再派遣夏理德與國民政府的代表談判，商討解決罷工的方法。與之前的談判不同的是，此次署任英國駐廣州總領事璧約翰爵士亦有參與其中，以增強英國代表性。7月，金文泰再派遣夏理德與國民政府的代表談判，會上他拒絕了國民政府提出的要求，但表示港府願意協助廣東發展工業。9月18日，國民政府宣佈將於10月10日解除對香港封鎖。10月10日，國民政府解除對香港封鎖，省港大罷工方告結束:100。

#### 其他事務
在任華民政務司期間，夏理德經常與潔淨局討論應對民生方法，包括於全港各地設置水錶、改善供水設施以改善公共衛生、防治天花、興建房屋予勞動階層以改善市區環境擁擠問題等事務。此外，夏理德署任輔政司期間，曾於1930年制定財政預算案。他表示鑑於全球經濟大蕭條，政府需要提高稅率以增加政府收入。此外，他亦表示政府會和節約委員會合作，制定最相宜的財政預算，以節約政府開支。夏理德後於1933年再次制定財政預算案，他於立法局會議上表示相對全世界，香港經濟復甦得更快，他亦估計政府大致收支平衡。

## 晚年生活
夏理德於1933年辭去華民政務司一職，退休歸國。退休歸國前，一眾華人士紳於石塘咀金陵酒家為夏理德和同樣行將退休的首席按察司金培源設宴餞別。此外，他於同年3月23日出席最後一次立法局會議時，總督貝璐爵士向他表達敬意。
夏理德退休後長居德文郡蒂弗頓，至1950年5月4日於當地逝世，享年76歲。

## 個人生活

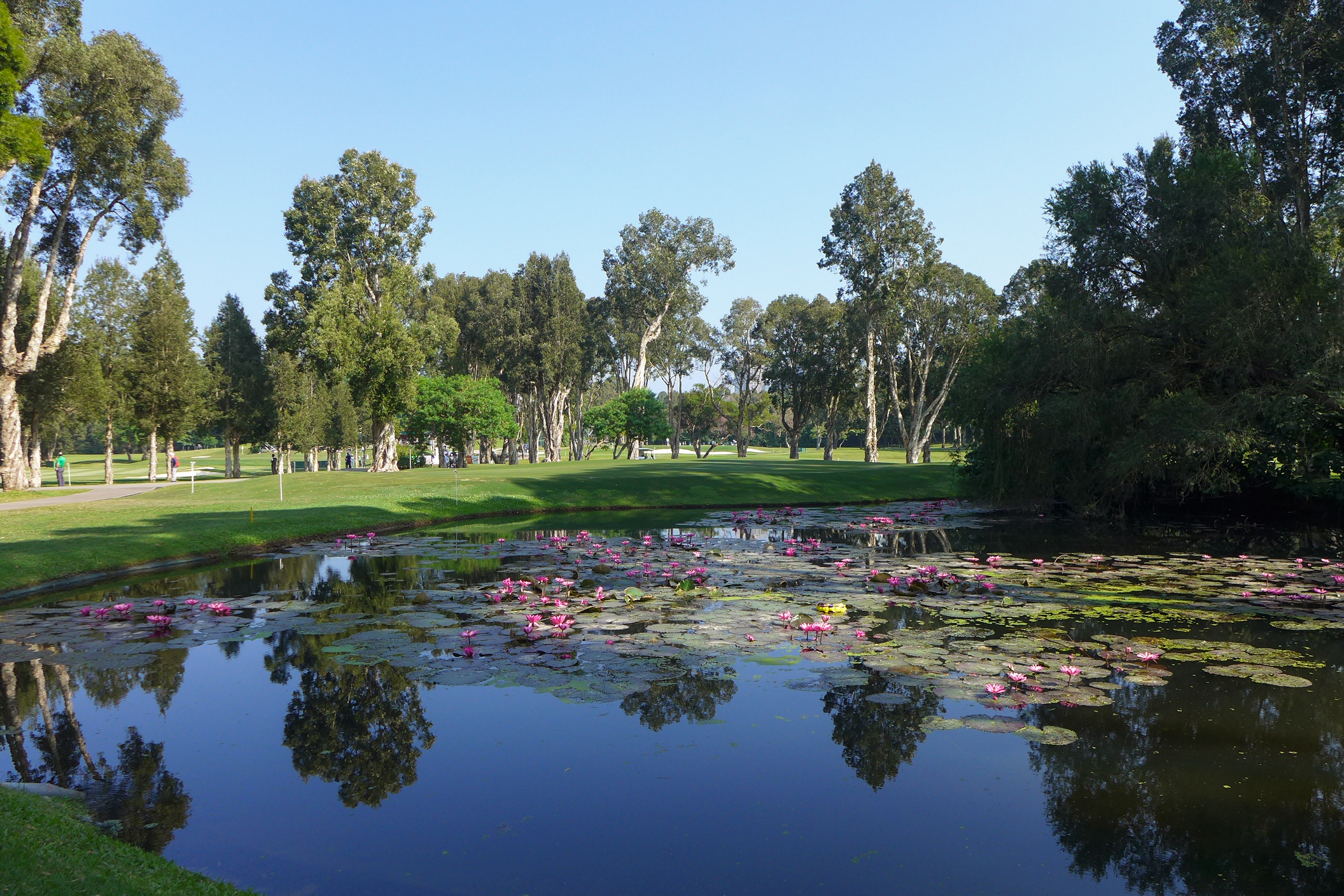
粉嶺高爾夫球場於1911年落成

夏理德於1906年9月11日於格拉斯哥迎娶伊芙琳‧威爾遜（Eveline Wilson）為妻，兩人共育有兩子一女，其中諾爾‧丹‧夏理德（Noel Dan Hallifax，1918年－1946年）曾於英國皇家空軍服役，1940年於澤布呂赫作戰時被德軍俘虜，1946年因空難去世。
夏理德興趣廣泛，活躍於社交圈。他擔任北約理民官期間，經常於山野狩獵，他因此為粉嶺及鄰近村落的農民所熟悉。但夏理德狩獵時，曾發生小意外。1908年12月，他在大埔附近狩獵時，槍枝意外走火，有一發子彈擊中了他的手掌。
他熱愛橄欖球，曾於1913年擔任香港足球會主席。他亦醉心於高爾夫球，並於1926年擔任香港哥爾夫球會主席；而1915年至1928年期間他亦為為香港哥爾夫球會會長。值得一提的是，夏理德擔任北約理民官期間，曾與港督梅含理與村民商討興建哥爾夫球會球場事宜，促成了粉嶺高球場的興建。除此之外，他曾擔任香港牛津劍橋社（Oxford and Cambridge Society）委員會成員之一，負責籌辦在港牛津劍橋校友聯誼活動。

## 榮譽
- 英帝國官佐勳章（O.B.E.）（1918年[6]）
- 英帝國司令勳章（C.B.E.）（1923年[6]）
- 聖米迦勒及聖佐治同袍勳章（C.M.G.）（1925年[6]）